# About Blank

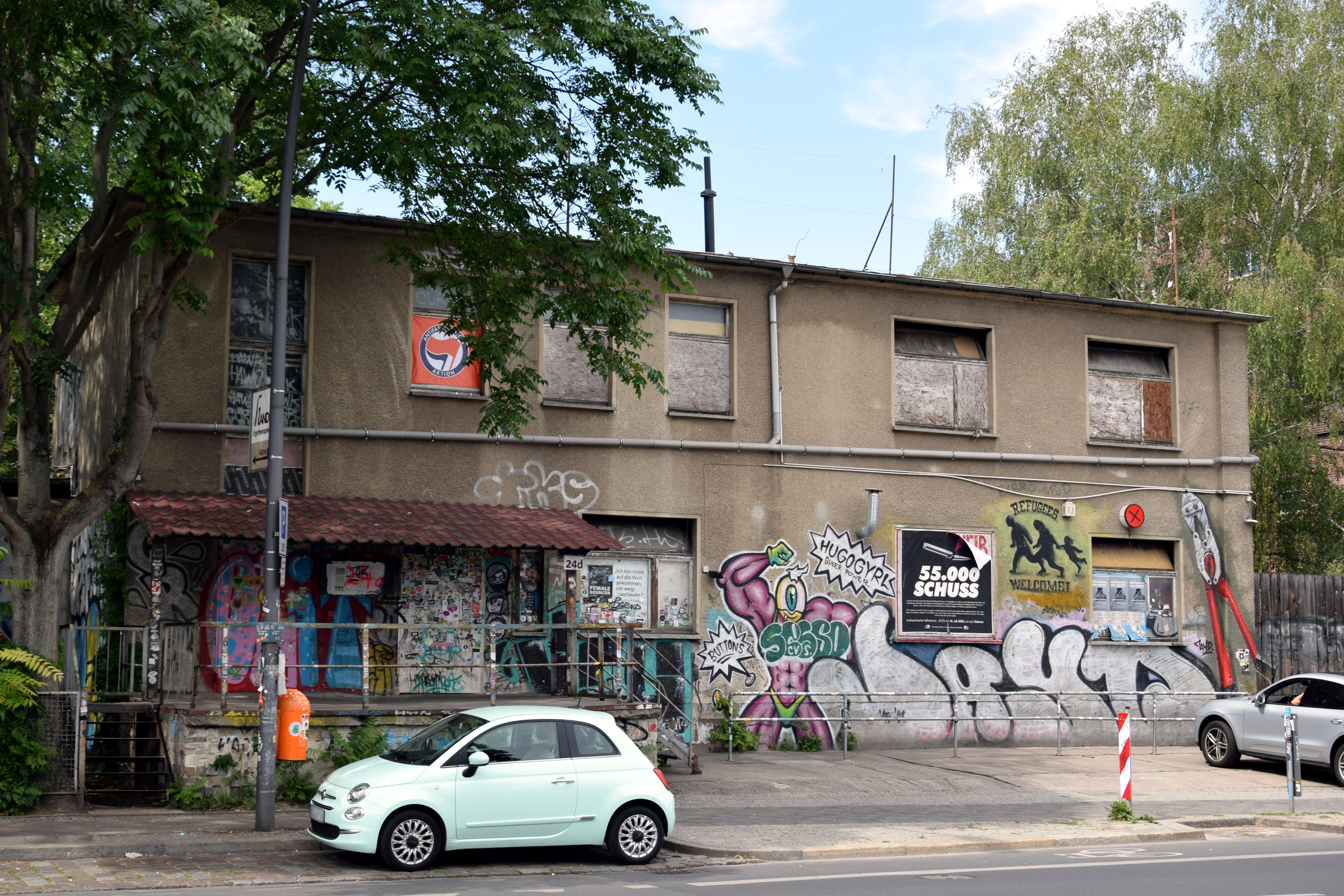
About Blank (2022)

Das About Blank (Eigenschreibweise ://about blank) ist ein Techno-Club im Berliner Ortsteil Friedrichshain.

## Geschichte
Das Blank wurde 2010 eröffnet und wird nach eigenen Angaben von einem Kollektiv gleichberechtigter Mitglieder verwaltet. Das Team suchte explizit Türsteherinnen. Das Blank öffnet regelmäßig sowohl in der Nacht auf Samstag als auch in der Nacht auf Sonntag gegen Mitternacht, wobei verschiedene Partyreihen mit unterschiedlichen Konzepten stattfinden. Auch unter der Woche finden immer wieder diverse kulturelle Veranstaltungen statt.
Der Club wurde 2017 von Mohamed Amjahid im Zeit-Magazin der Strömung der Antideutschen Kritik zugerechnet. Das Clubkollektiv verwendet diese Bezeichnung jedoch nicht. Sie schreiben dazu: „Das ://about blank definiert sich selbst nicht als antideutscher Club oder als antideutsches Kollektiv - auf allen Ebenen gibt es vielfältige Sichtweisen, Meinungen und Stimmen. Einzelne aus dem ://about blank Kollektiv und in der Belegschaft haben aber einen antideutschen Background in ihrer Geschichte.“ Im Außenbereich befindet sich eine Betonskulptur, die den Slogan „Nie wieder Deutschland“, der anti-deutschen wie auch anti-nationalen linken Strömung aus dem Jahr 1990 darstellt.
Der Mietvertrag war zunächst auf das Jahr 2020 befristet, wurde dann aber verlängert. Anschließend könnte der Club vom Ausbau der Bundesautobahn 100 betroffen sein.
Der Club beteiligte sich 2020 an der Aktion „United We Stream“ der Berliner Clubszene, die durch die Maßnahmen der COVID-19-Pandemie massive Einbußen hinnehmen mussten.

## Rezeption
Der Club ist seit Jahren immer wieder Gegenstand von nationaler und internationaler Berichterstattung. Im Nutzerranking des Internetportals für elektronische Musik Resident Advisor wird der Club als einer der zwölf beliebtesten in Berlin bewertet (Stand: April 2016).
Der Journalist und Buchautor Tim Mohr beginnt sein 2017 erschienenes Buch Stirb nicht im Warteraum der Zukunft: Die ostdeutschen Punks und der Fall der Mauer mit der Beschreibung des About Blank. Der Club ist ein Schauplatz im Roman Allegro Pastell (2020) von Leif Randt.

## Kontroversen um Veranstaltungen zum Nahostkonflikt
Die beiden queeren Partyreihen „Room 4 Resistance“ (2018) und „Buttons“ (2021) beendeten die Zusammenarbeit mit dem Club, da er sich wiederholt zur Solidarität mit Israel bekannt hatte. Am 18. November 2023 fand ein „Queer Soli Rave“ für den Palestine Children’s Relief Fund statt, der mit der in Israel verbotenen Hilfsorganisation Islamic Relief zusammenarbeitet. Islamic Relief wird eine finanzielle Unterstützung der Terrororganisation Hamas vorgeworfen. Die Veranstaltung wurde vom ehemaligen taz-Autor Frederik Schindler, der seit Jahren für Die Welt schreibt, im Hinblick auf den Terrorangriff der Hamas auf Israel 2023 kritisiert. Am 19. November fand mit „Moving the Needle“ eine Soli-Veranstaltung für die Opfer des Supernova-Festivals beim Massaker von Reʿim statt.
Im September 2024 beschrieben die Betreiber Angriffe und Boykott-Aufrufe gegen den Club.